# Azienda Agraria Sperimentale Stuard
L'Azienda Agraria Sperimentale Stuard, anche nota come Podere Stuard, è un'azienda agricola italiana situata a Parma, in località San Pancrazio. 

## Storia e origine del nome
Il suo nome deriva da Giuseppe Stuard (1790-1834), ultimo discendente della famiglia e proprietario dei terreni agrari fino al 1834.
Giuseppe, data la sua prematura scomparsa, lasciò in eredità i fondi agricoli di San Pancrazio alla Congregazione della Carità di San Filippo Neri, che la mantenne per tutta la durata dell'Ottocento. Nei primi anni del Novecento, il podere diventa Ca' di Baiocc, e di proprietà dell'omonima famiglia Baiocchi, che deterrà la proprietà fino agli anni Sessanta passando per le due guerre mondiali a dare lavoro e sostentamento alla campagna circostante e alla stessa città di Parma.
Dagli anni Sessanta il podere è di proprietà del demanio, e rimane inoperoso e abbandonato fino al 1976. In questo anno, il comune di Parma e la Provincia siglano un accordo in cui il podere andrà sotto la gestione della Provincia, con il vincolo di utilizzo per la sperimentazione delle tecniche agrarie e anche a servizio degli istituti di Agraria della Provincia di Parma. Da questo vincolo, nel corso degli anni Ottanta, prende vita l'Azienda Agraria Sperimentale Stuard (1983) con la mission di accogliere e soddisfare il fabbisogno di sperimentazione e innovazione del territorio in materia agricola, specialmente riguardo alle tecniche di coltivazione di pomodoro da industria, cereali e colture orticole. A partire dal 1988 una parte della superficie accoglie anche l'attività didattica dell'Istituto Tecnico Agrario di Parma Fabio Bocchialini.